# 47293 Masamitsu
47293 Masamitsu è un asteroide della fascia principale. Scoperto nel 1999, presenta un'orbita caratterizzata da un semiasse maggiore pari a 2,3763839 UA e da un'eccentricità di 0,2323810, inclinata di 3,29346° rispetto all'eclittica.